# Каррон дю Виллар, Шарль Жозеф Фредерик
Шарль Жозеф Фредерик Каррон дю Виллар (фр. Charles Joseph Frédéric Carron du Villards; 1800—1860) — французский хирург и окулист, педагог, организатор кафедры офтальмологии в университете Рио-де-Жанейро.

## Биография
Учился в университете Павии у хирурга, профессора анатомии Антонио Скарпы (А. Scarpa, 1747—1832), главного хирурга Наполеона I, ученика великого Джованни Батиста Морганьи (Giovanni Battista Morgagni) (1682—1771), одного из основоположников патологической анатомии. После учёбы в Италии, отправился в Париж, где был ассистентом в 1828 году у Ж. Лисфранка на курсе хирургических операций. «Его беспокойный дух привел его вдаль, где бы он работал в качестве врача и окулиста. В течение двух лет он практиковал на Кубе, в Мексике, он был во время гражданской войны во главе медицинской службы армии…»
Преподавал на медицинском факультете Парижского университета офтальмологию.
В 1858 году организовал в университете Рио-де-Жанейро первую в Латинской Америке кафедру офтальмологии.

## Научные труды
Его главные работы:
- «Recherches pratiques sur les causes qui font èchouer l’operation de la cataracte» (П., 1834);
- «Guide pratique pour l’exploration méthodique de l’oeil» (1835);
- «Guide pratique pour l'étude et le traitement des maladies des yeux» (1838);
- «Répertoire annuel de clinique med.-chirurg.» (1832—1836).